# Rhegmatorhina
A Rhegmatorhina a madarak osztályának verébalakúak (Passeriformes) rendjébe és a hangyászmadárfélék (Thamnophilidae) családjába tartozó nem.

## Rendszerezésük
A nemet Robert Ridgway amerikai ornitológus írta le 1888-ban, az alábbi 5 faj tartozik ide:
- Rhegmatorhina melanosticta
- Rhegmatorhina cristata
- Rhegmatorhina gymnops
- Rhegmatorhina hoffmannsi
- Rhegmatorhina berlepschi

## Előfordulásuk
Dél-Amerika területén honosak. A természetes élőhelyük a szubtrópusi vagy trópusi erdők. Állandó, nem vonuló fajok.

## Megjelenésük
Testhossza 13,5-15 centiméter körüli.

## Életmódjuk
Ízeltlábúakkal táplálkoznak.